# Аутсорсинг тестирования программного обеспечения
Аутсорсинг тестирования программного обеспечения
Аутсорсинг тестирования ПО предполагает, что тестирование проводится силами дополнительно привлечённой группы людей или компании, не участвующих в разработке тестируемого проекта (программного продукта).
Тестирование ПО является неотъемлемым этапом при разработке, но не ключевой сферой деятельности большинства фирм. Передача тестирования на аутсорсинг позволяет компании сконцентрироваться на основной деятельности, в то время как тестирование будет проводиться внешними экспертами.
Наиболее востребованными типами тестирования ПО сегодня являются тесты на производительность, безопасность, надёжность и т. д. Как правило, разработчики ПО не обладают достаточной квалификацией и ресурсами для проведения полномасштабного нагрузочного тестирования, и в этом случае аутсорсинг тестирования является не только экономически более эффективным, но зачастую и единственно возможным способом контроля качества ПО.
В настоящее время принято выделять 5 основных сценариев реализации в зависимости от выявленной проблематики разработки ПО:
- полный аутсорсинг всего объёма работ по тестированию и обеспечению качества ПО
- проведение сложных, ресурсоёмких тестовых исследований
- быстрое расширение ресурсов компании внешними тестерами
- поддержка существующих программных продуктов тестированием новых релизов
- проведение независимого аудита качества

Одним из ключевых моментов, позволяющих обеспечить высокое качество тестирования, и одновременно главным препятствием для передачи продукта на аутсорсинг, является наличие надёжных каналов связи и обмена информацией.
Для тестирования программного обеспечения компании часто нанимают зарубежные разработческие компании, особенно в регионах с недавно появившимися недорогими услугами, таких как Вьетнам, Китай и Сингапур.